# Cap d'Antibes
Le cap d’Antibes désigne communément une presqu'île située au sud d’Antibes et à l'est de Juan-les-Pins, sur la Côte d'Azur en France. Le cap d'Antibes géographique est situé au sud de cette presqu'île, près de l'anse de l'Argent Faux et de la villa Eilenroc, sur le sentier du littoral au début de Golfe Juan.

## Histoire
L'histoire du cap d'Antibes est liée à celle d'Antibes, dont le site exceptionnel est connu depuis la plus haute Antiquité.
Le site bénéficie de la visite de personnalités du monde du cinéma, essentiellement lors du festival de Cannes, ce qui accroît la notoriété des lieux.
C'est vers le milieu du XIXe siècle que le cap d'Antibes commença réellement à se développer. À cette époque, des touristes aisés venant de toute l'Europe, notamment de l'Angleterre et de la Russie, découvrirent l'endroit et y firent bâtir de luxueuses demeures. C'est le comte de Fersen, colonel et aide de camp du tsar, qui désenclave en 1863 le cap d'Antibes en traçant une route autour de la presqu'île[réf. nécessaire].
Ainsi, le chevalier James Close, ancien banquier de François II (roi des Deux-Siciles), s'établit en 1864 à Antibes et y achète 17 000 m² de terrains au cap avant de mourir en 1865.
En 1880, l'actuel emplacement de Juan-les-Pins était découvert[pas clair] par le duc d'Albany, fils de la Reine Victoria. À cette époque, Juan-les-Pins n'était qu'une forêt de pins, bordée de plages de sable. Juan-les-Pins s'appela d'ailleurs Albany-les-Bains jusqu'en 1884. Georges Gallice acquit en 1893 des terrains situés au début de la route du cap et un petit port accroché à sa propriété est ensuite devenu le port Gallice.

## Sentier du littoral

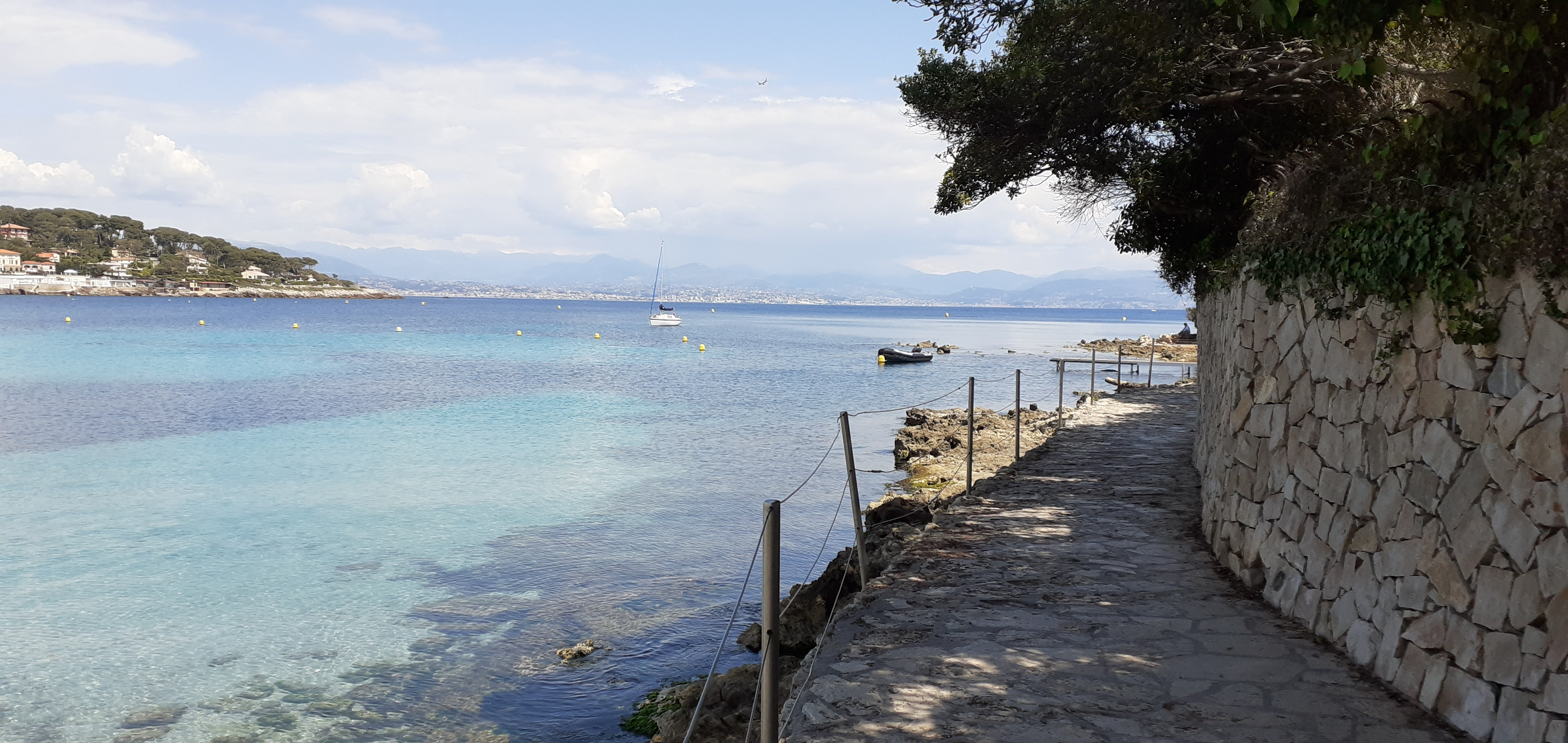
Départ du sentier du littoral à la plage de la Garoupe face à la baie des Anges et le littoral niçois en fond de tableau

Le sentier du littoral dit de « Tire-Poil » permet, par beau temps, aux promeneurs de parcourir le cap, depuis le parking de la plage de la Garoupe jusqu’à la Villa Eilenroc. En cheminant au plus près des flots, cet itinéraire de 2,7 km se fraye un passage au travers des rochers escarpés et le long des imposants murs d’enceinte des châteaux de la Garoupe et de la Croë. Il offre un panorama exceptionnel, à l’ouest sur les îles de Lérins, et à l’est sur les premiers sommets du Mercantour. Édifié au point le plus haut du cap et voisin de l’antique chapelle de Notre Dame de Bon Port, le phare de la Garoupe domine le golfe Juan et la baie des Anges. L’Abri de l'Olivette, port-abri où mouillent des bateaux typiques de la région, est situé sur sa côte ouest.

## Démographie
Au sud d'une ligne reliant le port du Croûton à celui de la Salis, le cap d'Antibes compte selon l'INSEE 1 456 habitants à l'année, répartis sur une superficie de 3,7 km2 largement boisés, soit une densité de population de 394 habitants/km2, l'une des plus faibles du littoral azuréen (841 hab./km2 à Saint-Jean-Cap-Ferrat).

## Parcs botaniques et demeures historiques
- La Villa Thuret, propriété de l'INRA, dont le parc botanique est labellisé jardin remarquable,
- Le château de la Croë, propriété privée ancienne résidence du roi Édouard VIII, parc planté d'essences méditerranéennes.
- Le domaine de La Garoupe et la villa du Clocher, domaine privé[2], la Villa du Clocher fut la propriété de Francis Bouygues[3].
- La villa Sous Le Vent, propriété privée bordant la baie des Milliardaires, construite par l’architecte Barry Dierks, parc botanique méditerranéen remarquable. Le général de Gaulle occupa, un temps, cette propriété[4].
- La Villa Eilenroc, propriété publique, parc botanique exotique.
- L'horticulteur et acclimateur Henry de Vilmorin (1843-1899) possédait sur le cap d'Antibes un établissement horticole réputé, le domaine d'Empel[5], ainsi qu'un jardin botanique, le domaine de Latil, aujourd'hui disparu[6].

## Galerie

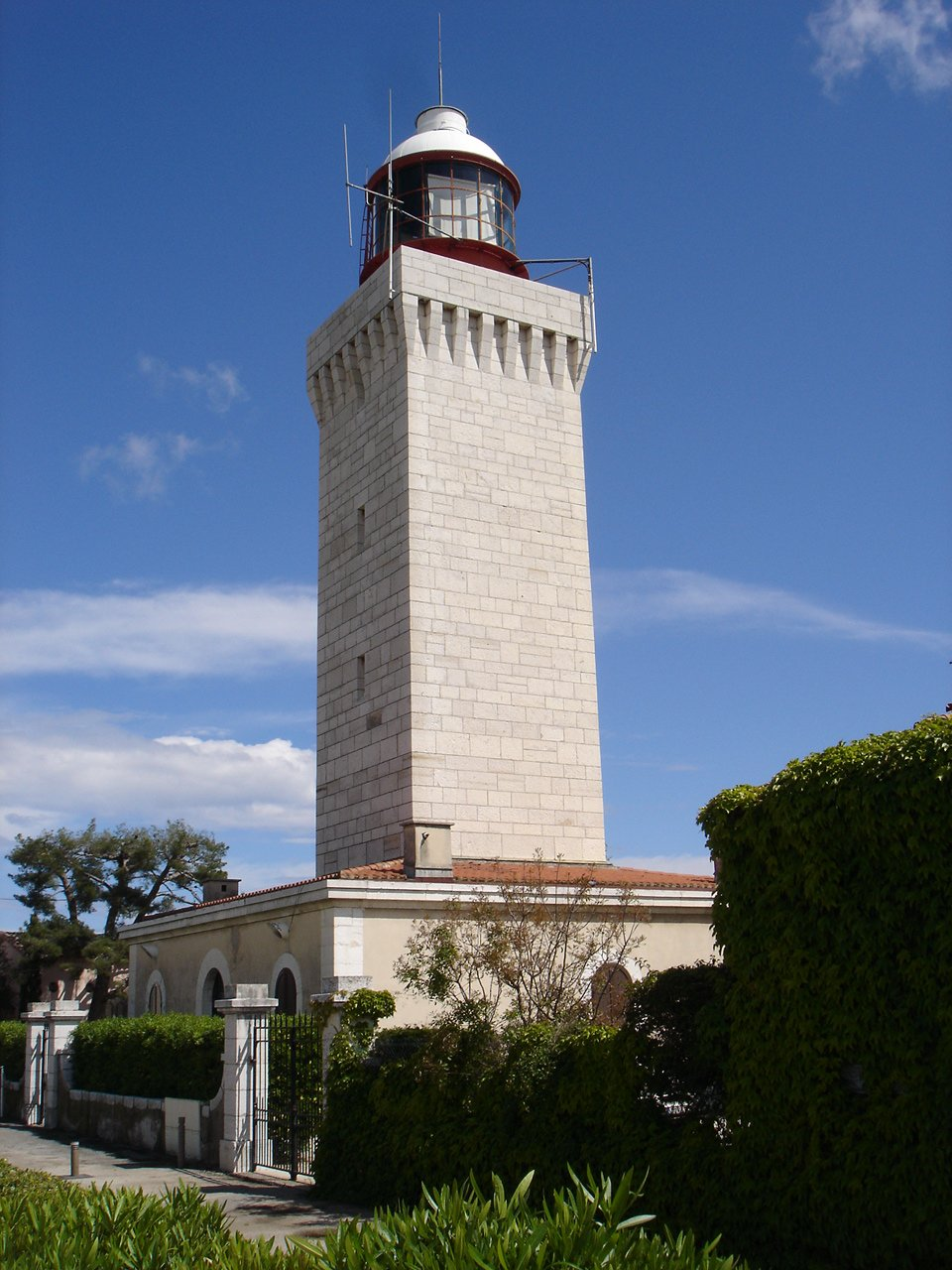
Le phare de la Garoupe
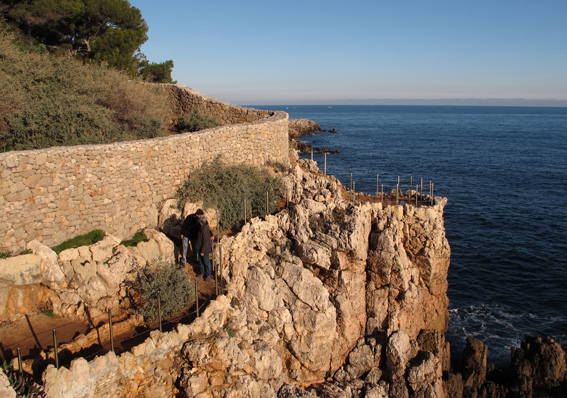
Sentier du littoral au cap d’Antibes.
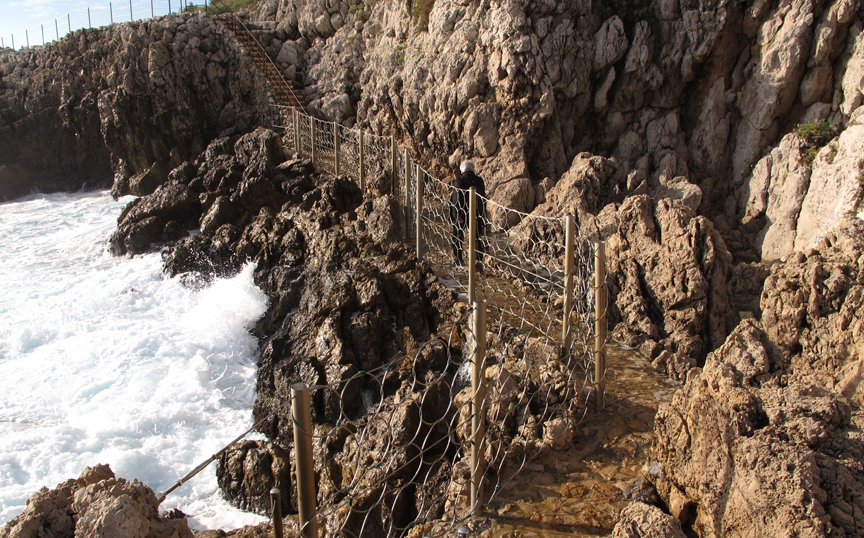
Passage délicat sur le sentier du littoral.
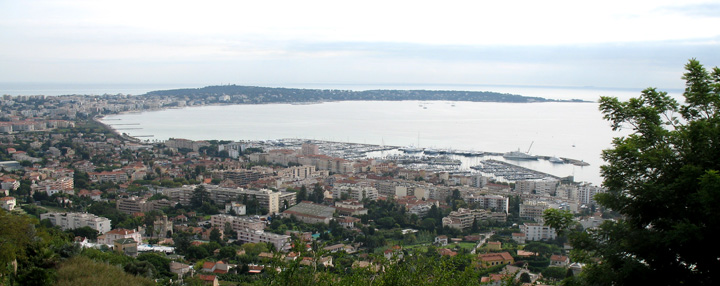
Le golfe Juan et le cap d'Antibes vus de Vallauris.
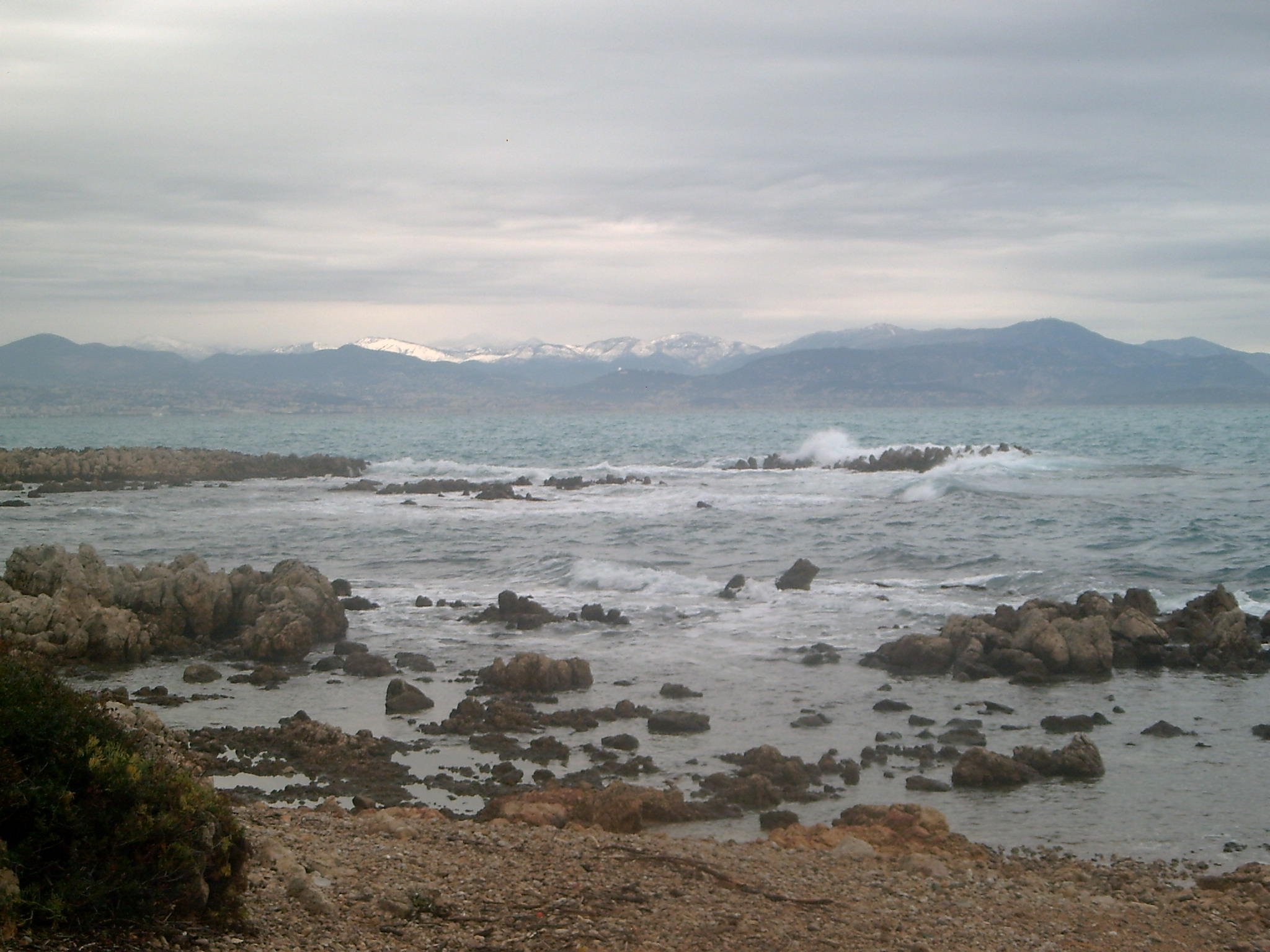
Vue des montagnes au-dessus de Nice depuis le cap d'Antibes.
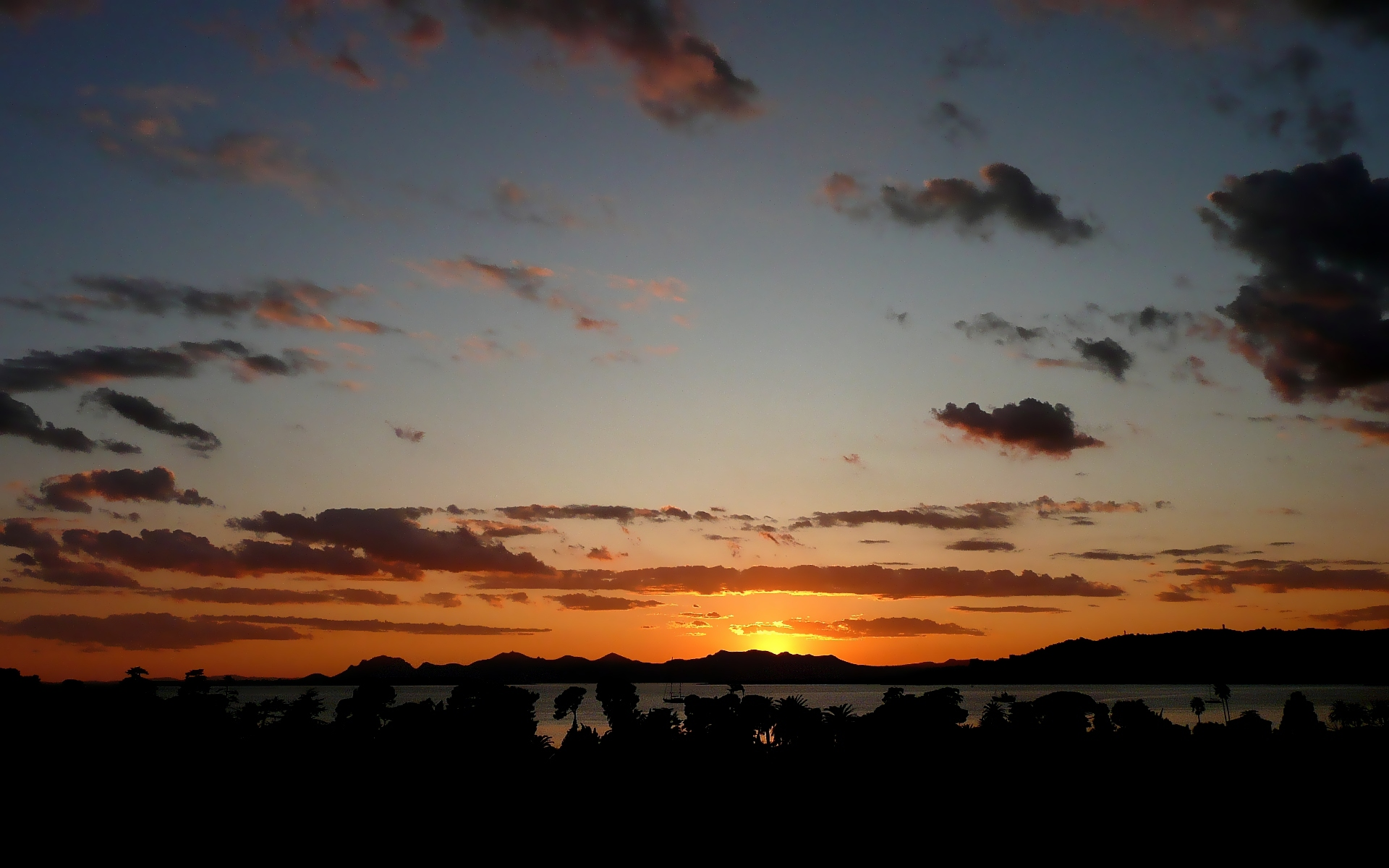
Coucher de soleil sur l'Estérel depuis le cap d'Antibes.
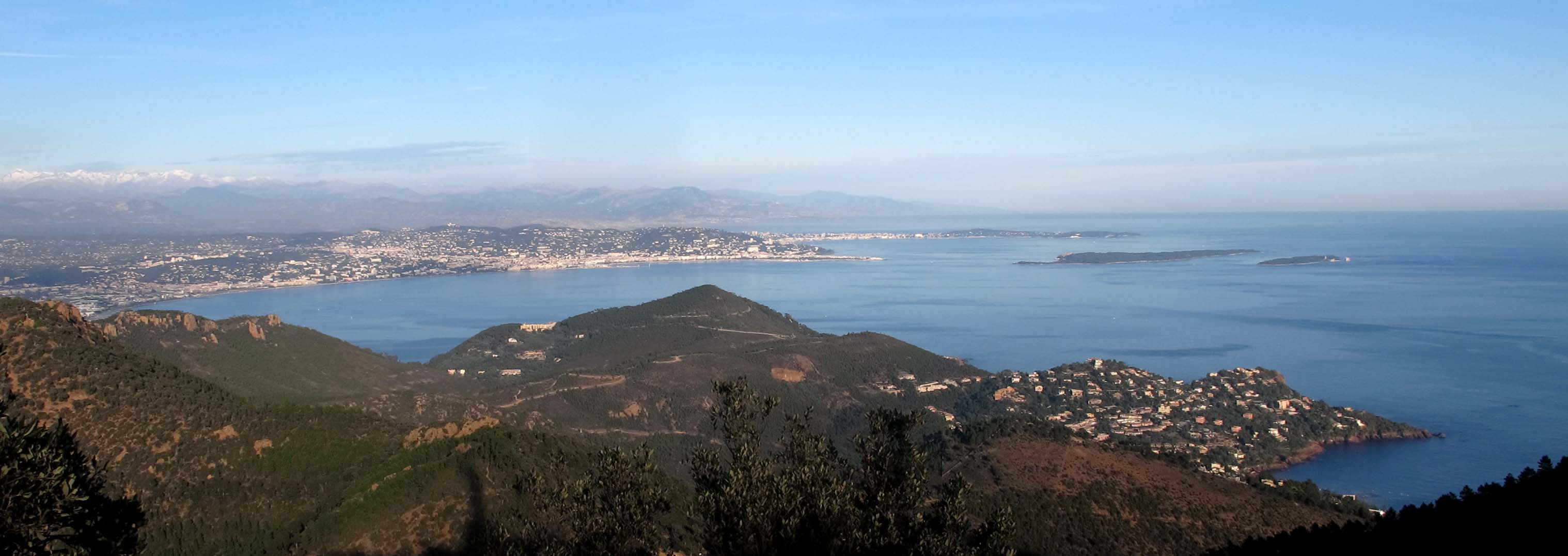
Le massif de l'Esterel, la baie de Cannes et, en troisième plan derrière les îles de Lérins, le cap d'Antibes.

## Autres caps des Alpes-Maritimes
- Cap d'Ail
- Cap Ferrat
- Cap Martin
- Cap de Nice